# Pierre Elichondo

a Compétitions nationales et continentales officielles uniquement.

b Matchs officiels uniquement.
Dernière mise à jour le 10 octobre 2023.
Pierre Elichondo, né le 9 juin 1892 à Gotein (Basses-Pyrénées) et mort le 8 avril 1954 à Bordeaux (Gironde), est un joueur français de rugby à XV évoluant au poste d'ailier Section paloise. Son frère, Jean-Baptiste Elichondo, est président du Boucau Stade.
Elichondo se reconvertit comme entraîneur (président de la Commission de Rugby) de la Section paloise, après l'arrêt de sa carrière de joueur. Par la suite, il se consacre à sa carrière militaire et devient colonel. 

## Biographie

### Carrière de joueur

#### Les débuts à Mauléon
Pierre Elichondo est admis à l'école normale de Lescar, près de Pau en 1908.
Il y découvre le rugby. Elichondo débute en équipe première au SA Mauléon en 1910. Elichondo y évolue en compagnie de Jean-Baptiste Brisé,

#### FC Lourdes
Elichondo rejoint ensuite le FC Lourdes au début de la saison 1914,,.

#### 18eRI
Pendant la Première Guerre mondiale, Elichondo évolue avec le 18e RI, basé à Pau. Il devient capitaine de l'équipe, qu'il mène au titre de Champion de France militaire en 1919.

#### Section paloise
À la fin de la guerre, Elichondo rejoint officiellement la Section paloise. Il contribue à reconstruire le club, qui a subi un lourd tribut durant le conflit.
Sous la houlette de Gilbert Pierrot, la Section entre dans un phase de reconstruction. Roger Piteu s'impose en équipe première et devient international, et l'effectif est constitué autour d'anciens joueurs déjà présent avant le conflit comme Raymond Bonnemort ou Louis Artigou, mais aussi autour de militaires champion de France en 1919 avec le 18e RI dont Elichondo, Paul Rieu et Louis Mauco, ou encore Pierre Harribey et Louis Cluchague.
La Section se qualifie pour la première fois pour les phases finales du championnat de France en 1922, le club atteignant les poules de trois (soit les trente meilleurs clubs français). Cependant, battu à domicile par Béziers puis à Tarbes, la Section ne se qualifie pas pour la seconde phase (2 poules de 5).  

#### Équipe de France - Jeux interalliés

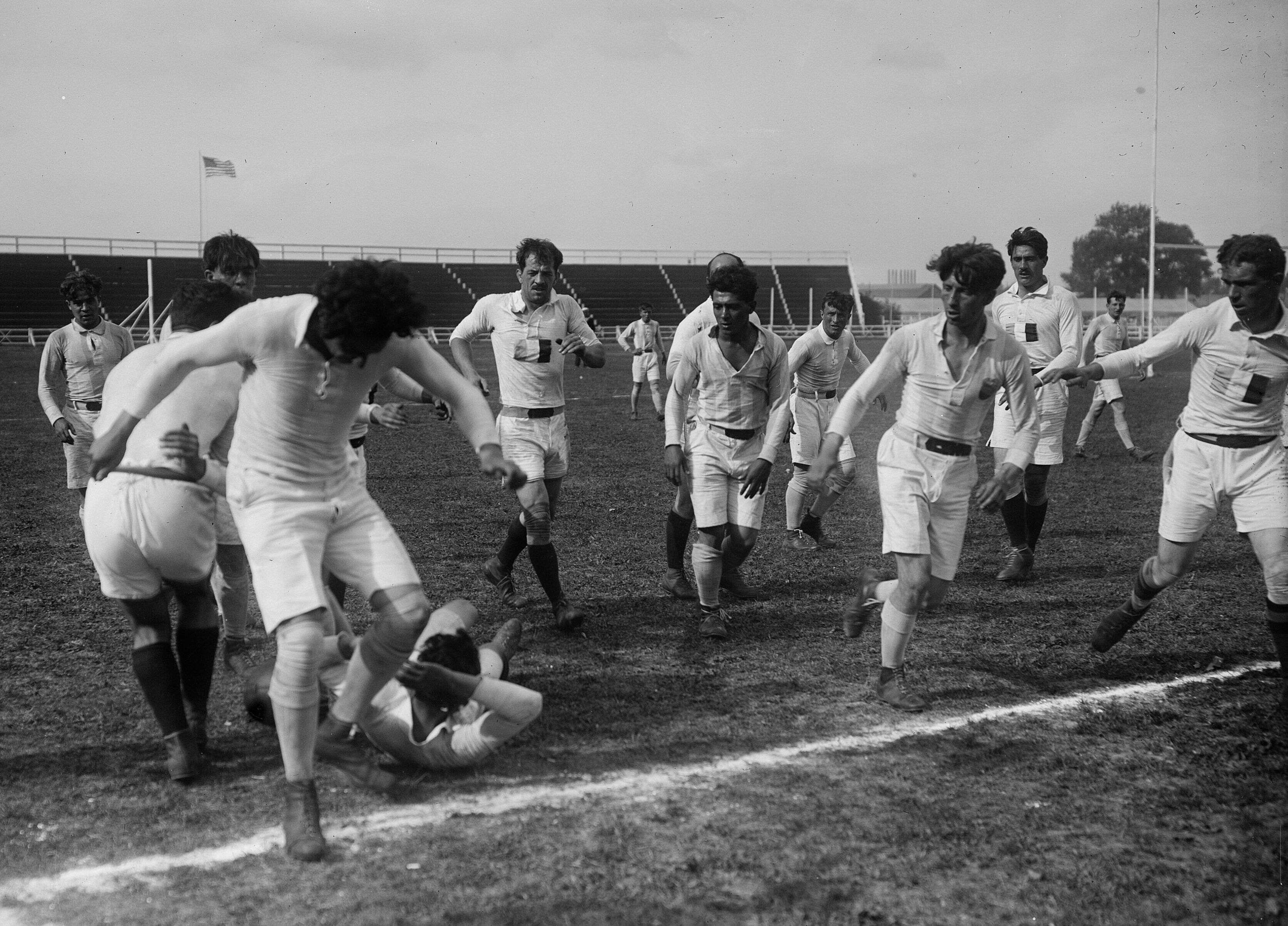
Rencontre non officielle entre la France et la Roumanie dans le cadre des Jeux interalliés de 1919.

Pierre Elichondo porte le maillot de l'Équipe de France de rugby à XV en 1919 durant les Jeux interalliés de rugby à XV face à la Roumanie. Elichondo inscrit un essai lors de ce match face à la Roumanie.
Elichondo est sélectionné aux côtés de Paul Rieu, lui aussi affecté au 18e RI,,.

### Carrière d'entraineur
À partir de 1923, il prend la suite de Gilbert Pierrot et devient président de la commission de rugby de la Section. Elichondo occupe cette fonction avec l'emblématique Charles Lagarde. 
Elichondo cède son poste en 1926 au Capitaine Bergès, ancien grand joueur de la Section. En effet, Elichondo est nommé à Bordeaux au service départemental de l'Éducation Physique.
En parallèle, il joue un rôle prépondérant dans la diffusion du rugby à XV en Béarn, Pays basque et Landes. Il contribue en effet à structurer les championnats régionaux.

## Militaire
Militaire de carrière, devient colonel en 1940.
Après avoir été capturé en 1945, il a pris sa retraite en tant que colonel et a été nommé directeur départemental de la Jeunesse et des Sports en Gironde. 
Par la suite, il est devenu adjoint au maire de Cerons, puis conseiller général de la Gironde. Il a également assumé la présidence du groupe basque de Bordeaux, la vice-présidence du Comité de la Côte d'Argent de rugby. Elichondo est  élevé au rang de commandeur de la Légion d'honneur en 1935.
Il meurt à Bordeaux le 8 avril 1954.